# Wednesday 13

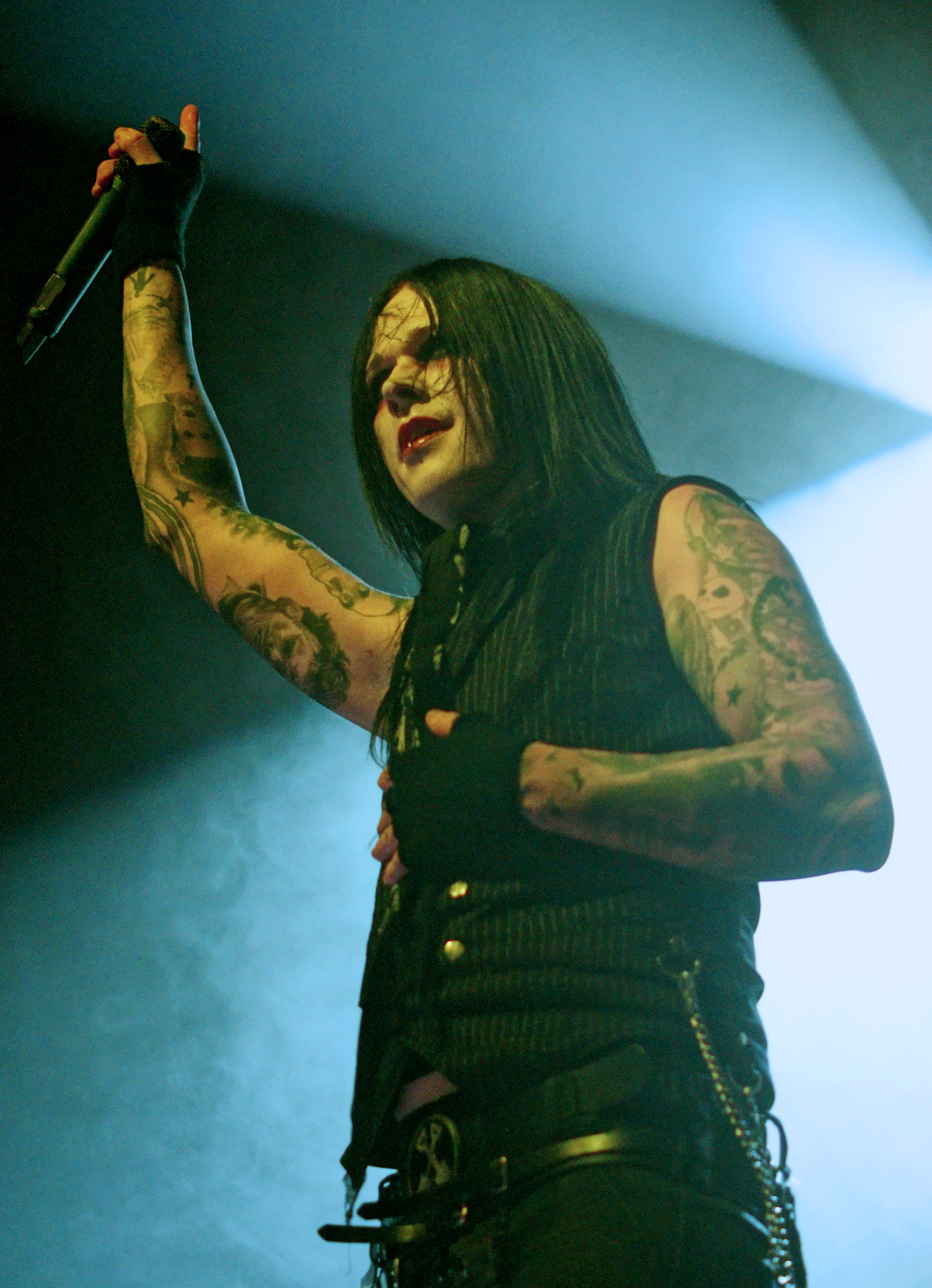
Live in Manchester (2011)

Wednesday 13 (eigentlich Joseph Poole; * 12. August 1976 in Landis, North Carolina) ist ein US-amerikanischer Glam-Metal- und Horrorpunk-Musiker. Derzeit ist er Frontmann seiner nach ihm benannten Band Wednesday 13 und betreibt mit Bourbon Crow ein Outlaw-Country-Nebenprojekt, sowie mit Gunfire 76 eine Glam-Metal-Band. Bekannt wurde er als Sänger der Frankenstein Drag Queens from Planet 13 und der Murderdolls.

## Kindheit und Privates
Wednesday 13 wuchs als der jüngste Sohn einer durchschnittlichen US-amerikanischen Familie auf. Er schilderte sich als nicht sonderlich beliebt und wurde in der Schule von Mitschülern oft schlecht behandelt. Daher verbrachte er viel Zeit vor dem Fernseher und entwickelte starkes Interesse an Horrorfilmen. Dies beeinflusst seinen Schreibstil bis heute. Sein Künstlername stammt je zur Hälfte von „Wednesday Addams“, dem Mädchen aus der Addams Family, und der Adresse der Munsters „1313 Mockingbird Lane“.

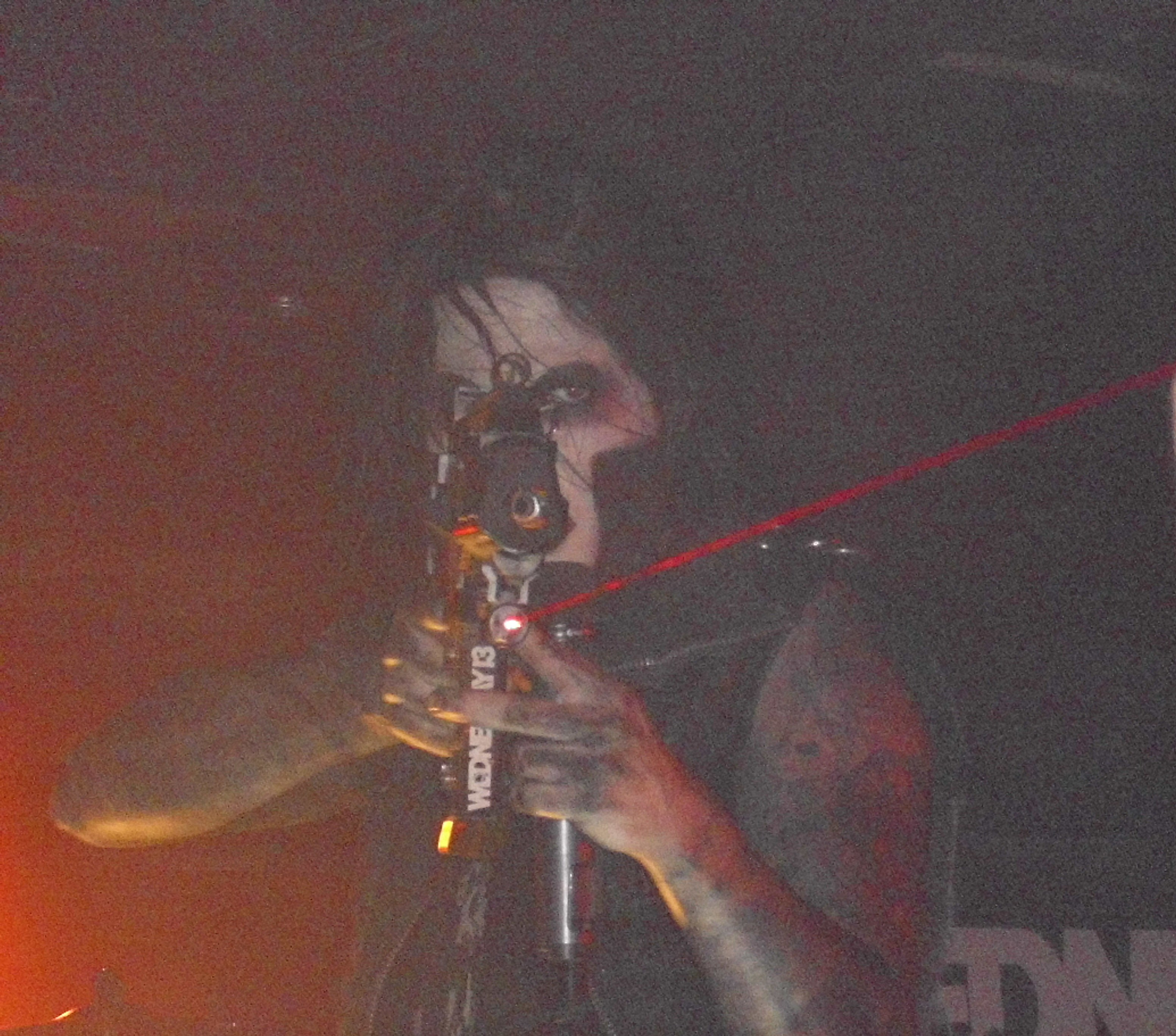
Live in Köln (2013)

Neben seiner musikalischen Karriere entwarf er gemeinsam mit seiner Exfrau Roxanne die Comic-Figuren „Thirteen Dead Kids“, zu denen eine Modekollektion veröffentlicht wurde. Der dazugehörige Comic wurde in Ermangelung eines Verlegers nie veröffentlicht. Ende 2007, zur Zeit als das Album Skeletons eingespielt wurde, hatte Poole einen schweren Autounfall, bei dem er sich das Schlüsselbein brach.
Poole ist geschieden. Mit seiner Exfrau Roxanne hat er eine Tochter namens Zoie Starr Poole. Seitdem lebt er in Los Angeles.
Joseph Poole nennt als musikalische Haupteinflüsse Alice Cooper und Kiss.

## Musikalische Karriere
Seine musikalische Karriere begann Poole 1992 als Frontmann der Musikgruppe Maniac Spider Trash, die bis 1996 aber nur eine EP veröffentlichten. Danach gründete er zusammen mit Freunden die Band Frankenstein Drag Queens from Planet 13. Diese Gruppe war stets von inneren Querelen und Mitgliederwechseln geplagt, dennoch veröffentlichten die Frankenstein Drag Queens bis zu ihrer Auflösung vier Alben, eine EP und sechs Singles. 
2002 stieg Wednesday 13 bei der von Joey Jordison und Tripp Eisen gegründeten Band The Rejects als Bassist ein. Kurz darauf nannten sich The Rejects in Murderdolls um, und Wednesday 13 wurde der Sänger der Gruppe. Dabei verwendete er viele Lieder der Frankenstein Drag Queens für die Murderdolls, was zu erneuten Streit mit ehemaligen Bandkollegen führte, die mit The Graveyard Boulevard ebenfalls eine neue Horrorpunkband gründeten. Dennoch besteht das 2002 erschienene Debütalbum der Murderdolls zum Großteil aus neu eingespielten und leicht veränderten Liedern der Frankenstein Drag Queens.
Die Murderdolls erlangten mehr Erfolg als Pooles vorherige Bands und brachte im Jahr 2002 über Roadrunner Records das Album Beyond the Valley of the Murderdolls auf den Markt. Weltweite Touren schlossen sich an und Wednesday 13 wurde einer breiteren Masse bekannt. Am 17. Januar 2004 spielten die Murderdolls ihr letztes Konzert in Kalifornien. Die Gruppe pausierte dann bis 2010, da führende Bandmitglieder, wie Gitarrist Joey Jordison bei seiner Hauptband Slipknot, andere musikalische Verpflichtungen hatten. Dennoch betonten die Bandmitglieder stets, die Murderdolls wären nie ein reines Projekt gewesen, sondern eine richtige Band. 

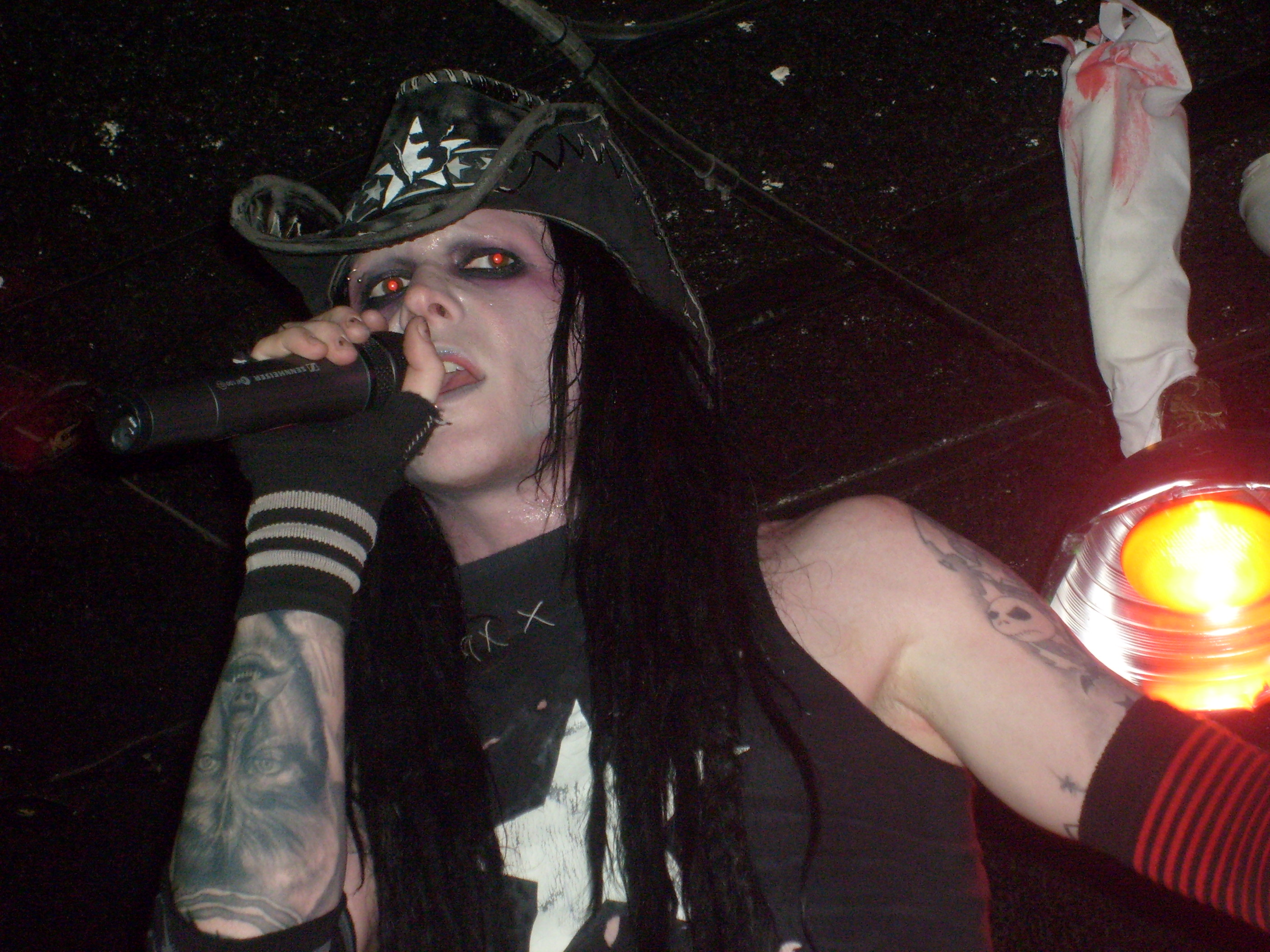
Wednesday 13 (live in Anaheim, 2007)

Wednesday 13 veröffentlichte 2004 unter dem Namen Wednesday 13's Frankenstein Drag Queens eine Kompilation seiner ehemaligen Band. Die Lieder auf dieser Scheibe wurden größtenteils neu eingespielt, wobei Wednesday 13, bis auf das Schlagzeug, alle Instrumente selbst spielte. 2006 später fanden die Frankenstein Drag Queens unter ihrem ursprünglichen Namen wieder zueinander, um einige Live-Konzerte zu spielen. Dennoch war auch diese Neugründung nicht von Dauer und nach der Veröffentlichung der Box Little Box of Horrors trennte sich die Gruppe erneut.
Seit 2004 arbeitet Joseph Poole vor allem an seiner Solokarriere. Mit anderen Musikern gründete er die nach ihm benannte Band Wednesday 13. Bisher brachte man es dabei auf acht Studioalben, ein Live-Album und zwei EPs. Ausdauerndes Touren schloss sich stets an. 2005 gründete Poole, diesmal jedoch unter dem Pseudonym Buck Bourbon, zusammen mit Rayen Belchere, der zuvor auch schon in seiner Band Wednesday 13 als Bassist unter dem Namen Kid Kid tätig war, das Outlaw-Country-Nebenprojekt Bourbon Crow. Laut Poole handelt es sich dabei weder um ein reines Spaßprojekt, noch um eine Country-Parodie, sondern um ein ernsthaftes Nebenprojekt.
Im Juni 2009 gab Wednesday 13 die Gründung der neuen Band Gunfire 76 bekannt. Diese hob er zusammen mit Todd Youth, vormals Gitarrist bei Danzig und Samhain und später bei Son of Sam, aus der Taufe. Die Gruppe Wednesday 13 pausierte vorübergehend, da sich Wednesday 13 mit Gunfire 76 vorerst einem anderen musikalischen Stil widmen wollte. Vom Klang her möchte er sich damit mehr an Kiss, den Dead Boys, den New York Dolls und den Stooges orientieren. Ab Juli wurde das Debütalbum aufgenommen, das dann im Oktober 2009 erschienen ist.
Im März 2010 gaben Wednesday 13 und Joey Jordison die Wiedervereinigung der Murderdolls bekannt. Das zweite Album dieser Formation, unter dem Titel Women and Children Last („Frauen und Kinder zuletzt“), wurde schließlich Ende August veröffentlicht.
Im Juni 2017 veröffentlichte die Band Wednesday 13 das Album Condolences, welches von den meisten Kritikern gute Wertungen bekam. Die Musik pendelt zwischen heftigem Industrial Metal und gruseliger Ironie. Angesprochen auf die vielen zweckdienlichen harten Riffs antwortet Wednesday 13 im Interview mit metal.de: „Das Riff muss nicht das anspruchsvollste der Welt sein, Hauptsache es liefert etwas, das man gerne hört.“

## Diskografie (Alben)

### Mit Maniac Spider Trash
- 1994: Dumpster Mummies (EP)
- 1995: Murder Happy Fairytales

### Mit Frankenstein Drag Queens From Planet 13
- 1996: The Late, Late, Late Show
- 1997: Frankenstein Drag Queens From Planet 13 (EP)
- 1998: Night of the Living Drag Queens
- 2000: Songs From The Recently Deceased
- 2001: Viva Las Violence
- 2004: 6 Years, 6 Feet Under the Influence (Kompilation; unter dem Namen Wednesday 13's Frankenstein Drag Queens)
- 2006: Little Box of Horrors (Boxset, Kompilation)

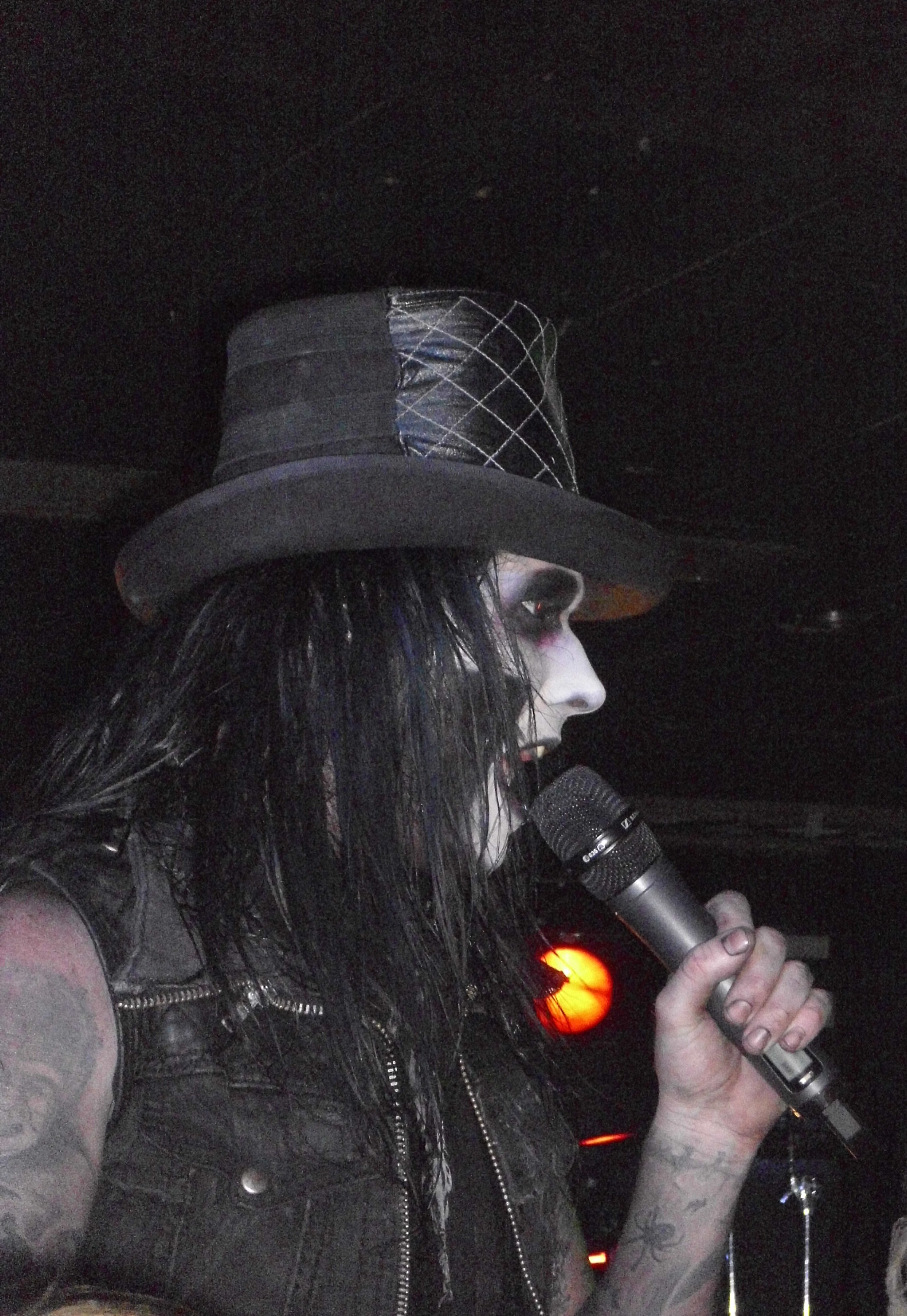
Live in Köln (2013)

### Mit Murderdolls
- 2002: Right to Remain Violent (EP)
- 2002: Beyond the Valley of the Murderdolls
- 2010: Women and Children Last

### Mit Wednesday 13
- 2005: Transylvania 90210: Songs of Death, Dying, and the Dead
- 2006: Fang Bang
- 2008: Skeletons
- 2008: Bloodwork (EP)
- 2008: Fuck it, We´ll do it Live (Live-Album)
- 2010: Xanaxtasy (EP)
- 2011: Calling all Corpses
- 2011: Re-Animated (EP)
- 2012: Spook and Destroy (EP)
- 2013: The Dixie Dead
- 2014: Undead (Unplugged-Album)
- 2014: Tunes From The Crypt V.1 (7"-Vinyl-Single)
- 2014:  Dead Meat: 10 Years of Blood, Feathers & Lipstick (4-CD-Kompilation)
- 2015: Monsters Of The Universe - Come Out And Plague
- 2017: Condolences
- 2019: Necrophaze
- 2022: Horrifier
- 2025: Mid Death Crisis

### Mit Bourbon Crow
- 2006: Highway to Hangovers
- 2009: Long Way To The Bottom

### Mit Gunfire 76
- 2009: Casualities & Tragedies

### Sonstige
- 2010: From Here To The Hearse (limitierte LP mit Stücken von Wednesday 13, Bourbon Crow und Gunfire 76)

## Filmografie
- 2008: Wednesday 13's Weirdo A Go-Go (DVD)
- 2008: Fuck it, We´ll do It Live (Live-DVD)